# Пароциклічна обробка свердловин
Пароциклічна обробка свердловин полягає в тому, щоб прогріти пласт і нафту у привибійних зонах видобувних свердловин, знизити в'язкість нафти, підвищити тиск, полегшити умови фільтрації і збільшити приплив нафти до свердловин.

## Загальний опис
Механізм процесів, що відбуваються у пласті, досить складний і супроводжується тими ж явищами, що і витіснення нафти парою, але додатково відбувається протитечійна капілярна фільтрація, перерозподіл у мікронеоднорідному середовищі нафти і води (конденсату) під час витримки без відбору рідини із свердловин. При нагнітанні пари в пласт вона, природно, впроваджується у найбільш проникні шари і великі пори пласта. Під час витримування у прогрітій зоні пласта відбувається активний перерозподіл насиченості за рахунок капілярних сил: гарячий конденсат витісняє, заміщує малов'язку нафту з дрібних пор і слабкопроникних лінз (шарів) у великі пори і високопроникні шари, тобто міняється з нею місцями. Саме такий перерозподіл насиченості пласта нафтою і конденсатом і є фізичною основою процесу видобування нафти за допомогою пароциклічного впливу на пласти. Без капілярного обміну нафтою і конденсатом ефект від пароциклічного впливу був би мінімальним і вичерпувався б за перший цикл.
Технологія пароциклічного впливу на пласт полягає у послідовній реалізації трьох операцій (етапів): закачування пари, конденсації пари і видобутку рідини. На першому етапі за певний проміжок часу з певним темпом відбувається нагнітання пари у свердловину, яке визначає розміри прогрівання зони. Протягом другого етапу відбувається повна конденсація пари і всмоктування нафти з «холодної» області пласта у прогріту зону. На третьому етапі за рахунок термічної обробки пласта при відборі флюїду дебіт свердловини збільшується, і час відбору флюїду буде обумовлений падінням дебіту до початкового рівня, близького за значенням дебіту без пароциклічної обробки.

## Пересувні парогенераторні установки та парові котельні
Використовуються для обробки привибійної зони свердловин парою або гарячою водою, а також для підігріву трубопроводів та іншого нафтогазопромислового обладнання.
Промислова парова пересувна установка ППУА-1600/100 змонтована на монтажній рамі, встановленій на шасі автомобіля КрАЗ-250 або КрАЗ-260.
Установка включає парогенератор, цистерну для води, живильний і паливний насоси, вентилятор високого тиску, кузов, привод, укриття для цистерни, ємність для палива, прилади КВП і А, магістральні трубопроводи. Парогенератором служить вертикальний прямоточний змійниковий котел. З кабіни автомобіля здійснюється керування робочим процесом та контроль за роботою установки.